# Погорілий Олексій Валерійович
Олексі́й Вале́рійович Погорі́лий (нар. 30 березня 1995 — пом. 29 серпня 2014) — солдат 17-ї окремої танкової бригади Збройних сил України, учасник російсько-української війни.

## Короткий життєпис
Народився 1995 року в селі Ребедайлівка (Кам'янський район, Черкаська область). Скінчив 9 класів Ребедайлівської ЗОШ; 2012-го закінчив Кіровоградську школу-інтернат; ліцей «Сокіл». Займався спортом, йому подобалися волейбол і футбол. 2013 року призваний до лав Збройних Сил України. Старший стрілець 17-ї окремої танкової бригади; 1-й механізований батальйон.
Зник під час виходу з оточення під Іловайськом. За словами побратимів, був поранений у ногу під час прориву танків бригади до села Новокатеринівка з боку хутора Горбатенко.
Ідентифікований за експертизою ДНК серед загиблих. Зустрічали Олексія живим коридором на колінах. 1 вересня 2015-го похований у селі Ребедайлівка.
Без Олексія лишилися мама і бабуся; не дочекалася живим його дівчина Катерина.

## Нагороди та вшанування
За особисту мужність і героїзм, виявлені у захисті державного суверенітету та територіальної цілісності України, вірність військовій присязі під час російсько-української війни, відзначений — нагороджений:
- 18 травня 2016 року — орденом «За мужність» III ступеня (посмертно);[1]
- 6 травня 2016-го на фасаді будинку школи-інтернату «Сокіл» відкрито меморіальну дошку на честь випускників Олексія Погорілого та Ігоря Правосудька
- Його портрет розміщений на меморіалі «Стіна пам'яті полеглих за Україну» в Києві: секція 3, ряд 6, місце 24
- Вшановується 29 серпня на щоденному ранковому церемоніалі вшанування українських захисників, які загинули цього дня в різні роки внаслідок російської збройної агресії[2]